# José Gil de Castro
José Gil de Castro y Morales (Lima, 6 de septiembre de 1785 - 1841), conocido como «el mulato Gil de Castro», fue un destacado pintor peruano, considerado un artista de transición entre la Colonia y la República.

## Primeros años y formación
La información sobre los primeros años de su vida es difusa y escasa. Su bautismo está registrado en los archivos de la parroquia El Sagrario de Lima. Según Martín de la Flora, José Gil de Castro nació en 1785 y murió en 1841, basándose en el certificado de bautismo y la partida de nacimiento:

Nacimiento en la ciudad de Lima el día seis de septiembre de 1785, el pintor José Gil de Castro, se consagro en nuestra sociedad americana [...] sólo se tienen noticias sin confirmación documental que en 1841, cuando tenía 56 años, se produjo silenciosamente su partida de este mundo.

Fue hijo de José Mariano Carvajal Castro, "pardo" libre, que fue capitán de milicias en Trujillo, y de María Leocadia Morales, quien fue una esclava afroperuana. Su nombre, José Gil de Castro y Morales, indujo a sus biógrafos a pensar que se apellidaba Gil. Además de pintor, fue cosmógrafo, ingeniero y topógrafo.
En cuanto a su formación artística, se han tejido muchas versiones: que fue un pintor solitario o que perteneció a la Academia de dibujo y pintura (Catedral de San Fernando), fundada por el virrey Abascal en 1808 y cuya dirección fue encomendada al pintor quiteño Francisco Javier Cortés, o que quizá, al haber vivido en Trujillo, fue discípulo de algún pintor de renombre como José del Pozo o Julián Jayo, datos que no se han podido confirmar.
Sin embargo, como sostiene Natalia Majluf, es indudable que Gil de Castro es producto de una larga tradición de pintura culta, cortesana, limeña y por lo tanto fue un pintor formado con un enorme talento.

## Viajes al extranjero
Ausente del Perú desde 1805, residió en Chile, de donde pasó a Argentina en 1811. Se alistó en el Ejército Libertador, con el que volvió a Chile en 1814. Allí fue oficialmente nombrado cartógrafo, topógrafo y capitán del Cuerpo de Ingenieros, cosmógrafo y proto-autografista del director supremo Bernardo O'Higgins y se le concedió ser miembro de la Legión del Mérito.
Sin embargo, es muy poco lo que se sabe con exactitud sobre dónde estaba en el periodo entre 1807 —año en el que se tienen noticias que pinta una serie de cuadros para la Cofradía de la Virgen de Chiquinquirá en Lima— y 1813 cuando aparece en Chile sin mayor explicación. Existen también indicios que indican que Gil de Castro vivió un tiempo en la norteña ciudad de Trujillo, Perú.
Respecto a su permanencia en Chile, en un obra de Luis Álvarez Urquieta, el escritor y periodista chileno Manuel Blanco Cuartín sostuvo lo siguiente:

Gil estaba en Chile el año 1812, y hasta el año 1820, continuaba en nuestro país; pues de este año son los retratos de don Bernardo O'Higgins y de don Ramón Freire.

## Obras

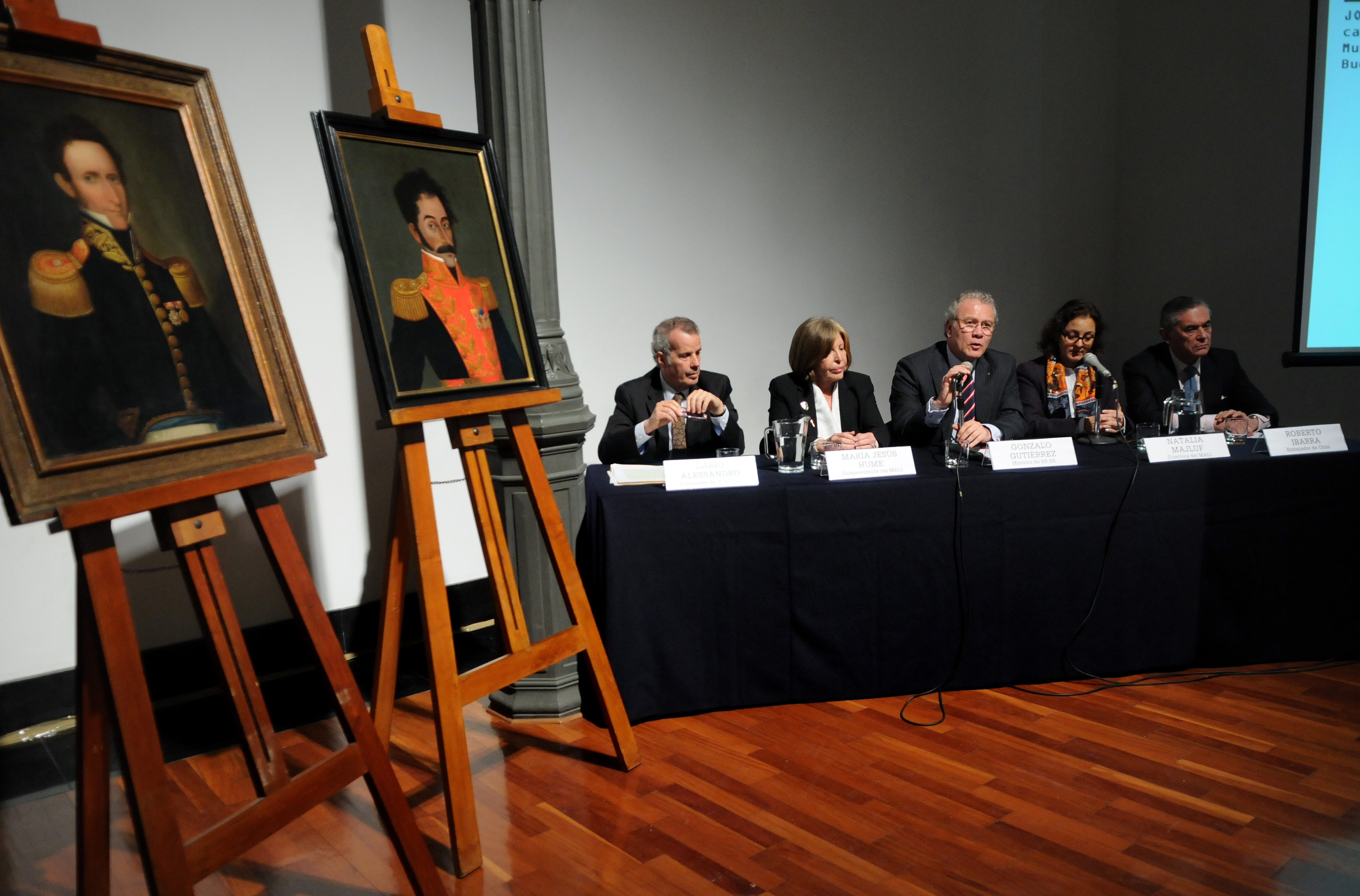
Presentación de la muestra de Gil de Castro encabezada por Natalia Majluf en el MALI.

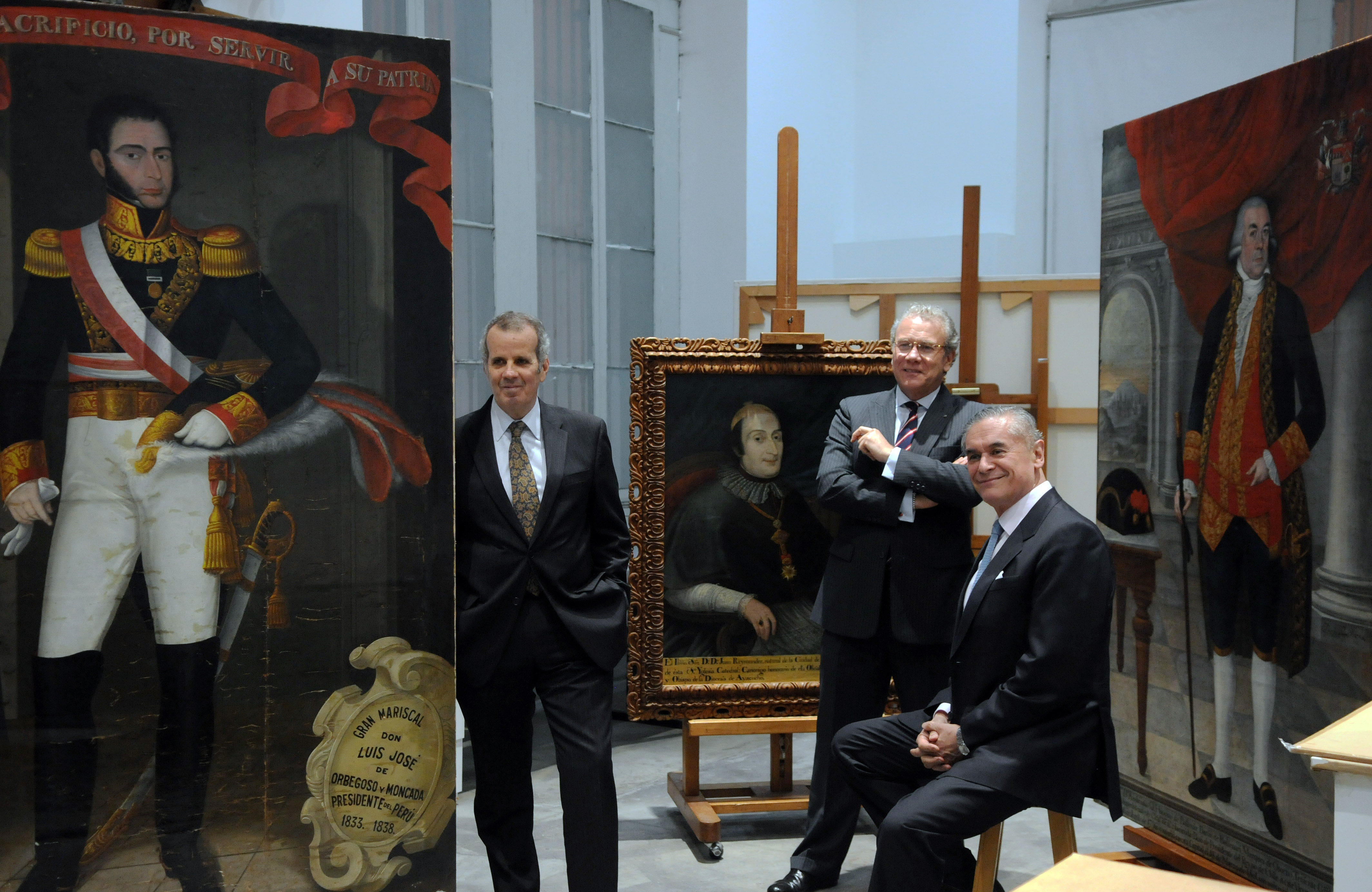
El excanciller Gonzalo Gutiérrez junto con los embajadores de Chile y Argentina en la presentación de la muestra.

José Gil de Castro se caracterizó por retratar a importantes personalidades civiles y militares del periodo de transición entre la época colonial y republicana. Desde joven, se formó en las artes plásticas, recibiendo influencia de diversos maestros limeños como Cristóbal Lozano y Pedro Díaz.
Las principales características de sus obras son la simetría de sus composiciones, el hieratismo y la simplificación de sus personajes, el detallismo y la fidelidad de los accesorios en los uniformes, el tratamiento peculiar en los rostros y manos, y el manejo del claroscuro y colores satinados. Sus cuadros contienen elementos descriptivos empleando textos; es decir, las cartelas, y en ellos hay un marcado acartonamiento de las figuras y una gran penetración psicológica en los rostros. En dichas cartelas, Gil de Castro no solo incluyó información biográfica e histórica sobre los personajes que retrató, sino que también agregó algunos elementos biográficos sobre su propio desarrollo personal como artista.
Una de sus obras más importantes es el retrato del mártir José Olaya, única obra de Gil de Castro que no retrata a un miembro de la élite cultural, la política o el clero, sino a un mestizo proveniente de la clase popular —Olaya fue un pescador que sirvió a las fuerzas patriotas y en cuya labor perdió la vida, convirtiéndose en héroe y mártir de la independencia peruana—. Al retratarlo, Gil de Castro lo ennoblece, poniéndolo al mismo nivel que virreyes y criollos aristócratas. Sin embargo, paradójicamente, nunca realizó un autorretrato por lo que el especialista de arte virreinal Luis Eduardo Wuffarden lo ha descrito como un retratista sin rostro.
Actualmente, sus obras forman parte del acervo permanente de instituciones como el Museo de Arte de Lima, el Museo Nacional de Bellas Artes de Santiago, el Museo Histórico Nacional de Chile, el Museo Nacional de Bellas Artes de Buenos Aires, el Museo Histórico Nacional de Argentina, el Museo Nacional de Arqueología, Antropología e Historia del Perú, así como también de algunas colecciones en manos privadas.
En su novela Cosa Mentale (1996), el escritor chileno Antonio Gil Íñiguez recrea, en forma fragmentaria y fantasmal, la existencia de este pintor.

## Matrimonio y descendencia
Se casó en Santiago de Chile el 8 de junio de 1817 con María Concepción Martínez. En esta partida de matrimonio figura el nombre de su padre, Mariano Castro. Se desconoce si tuvo descendencia.
Vivió en la capital chilena, al oeste del cerro Santa Lucía en el actual barrio Lastarria. Su casa nucleó la conocida plaza Mulato Gil de Castro.

## Galería

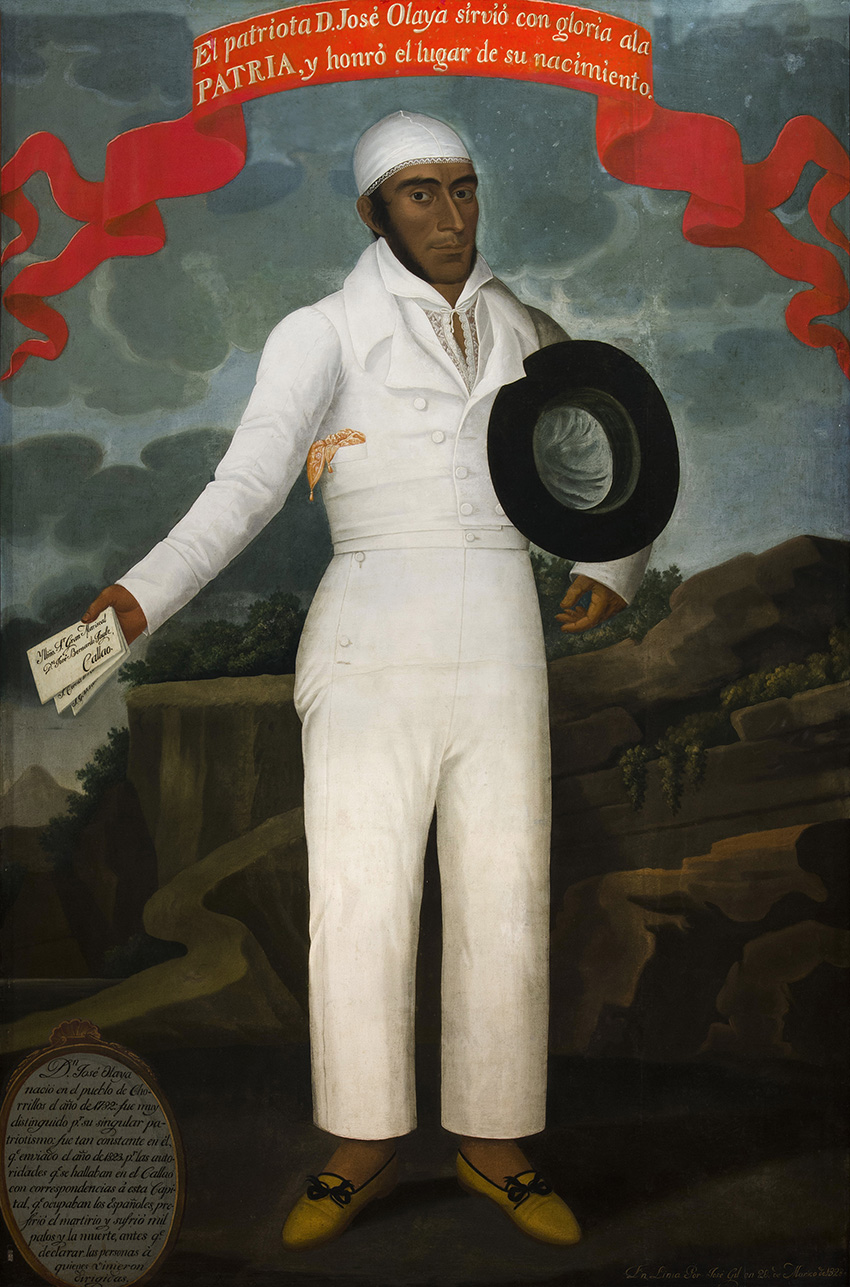
José Olaya
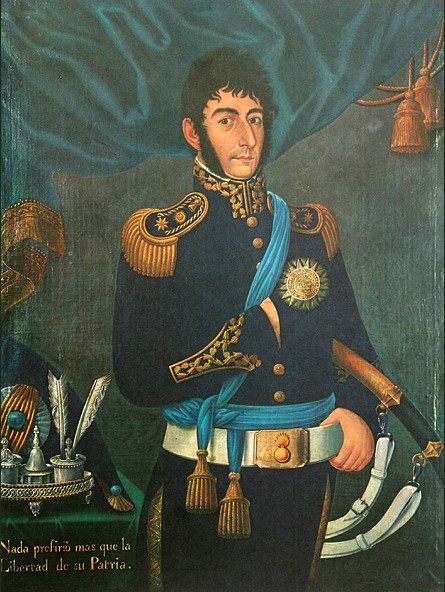
José de San Martín
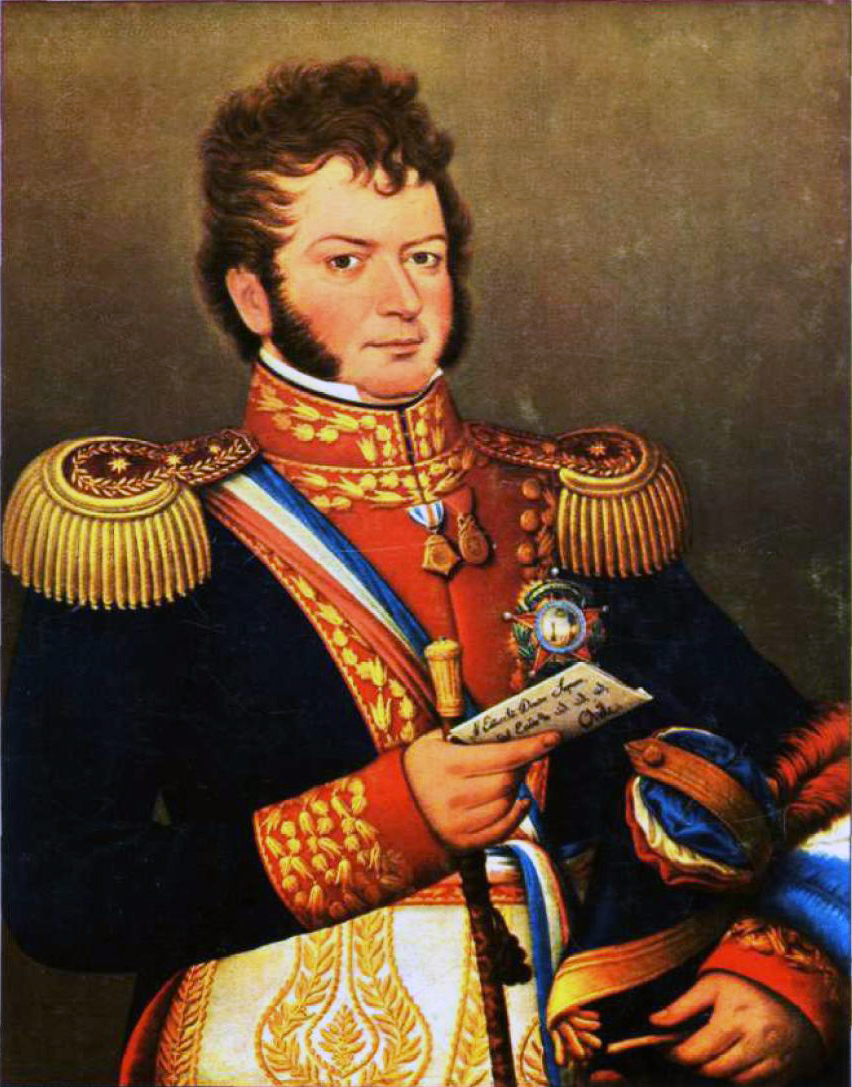
Bernardo O'Higgins en 1818
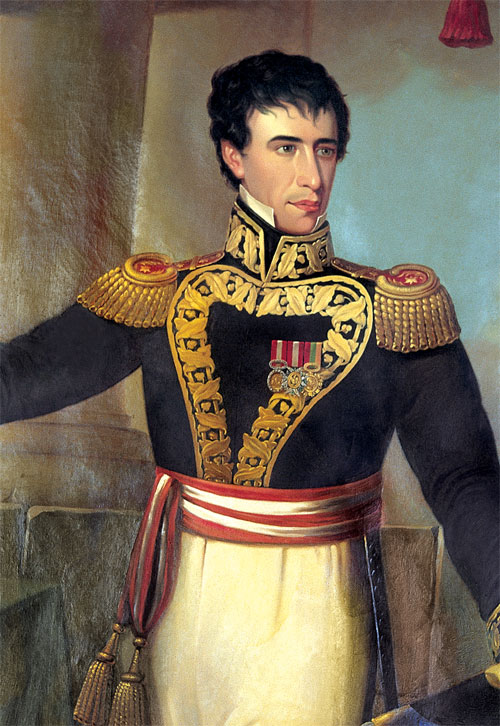
Andrés de Santa Cruz
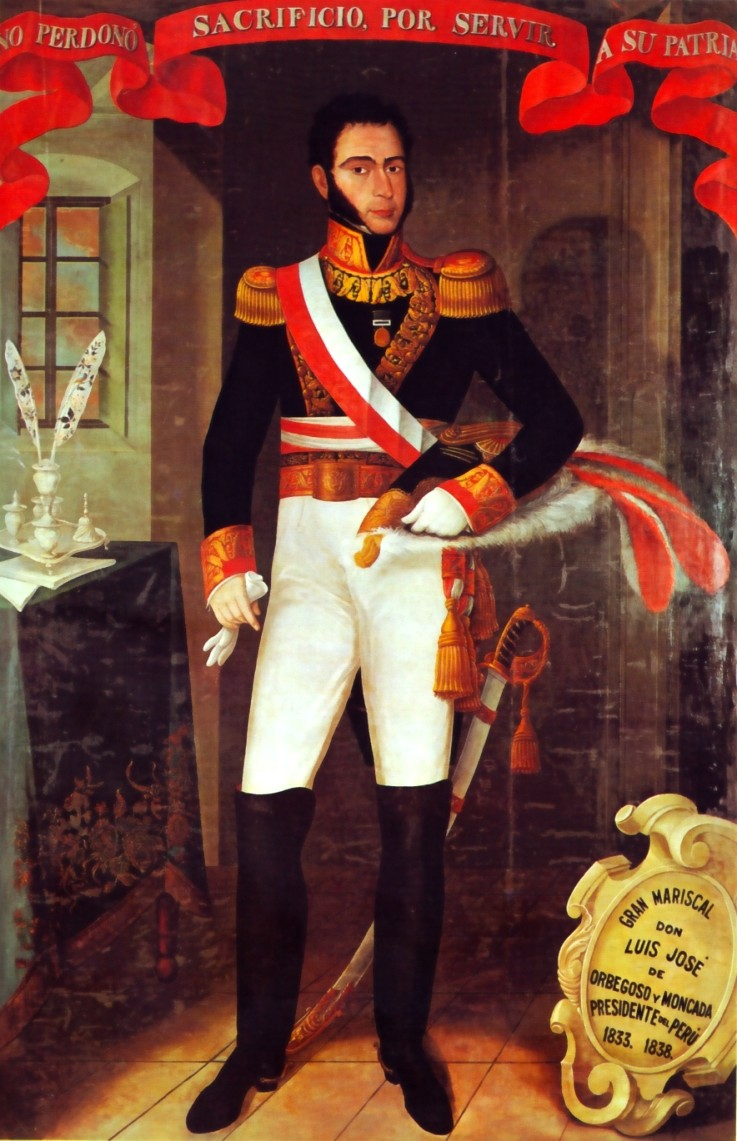
Luis José de Orbegoso
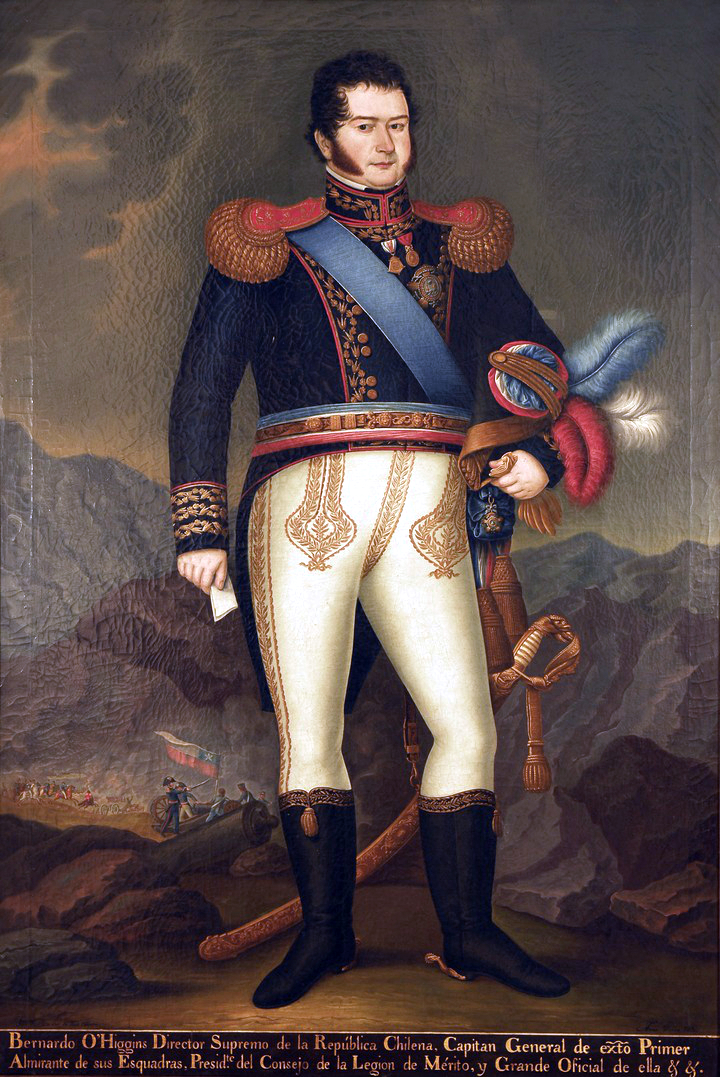
Bernardo O'Higgins en 1820
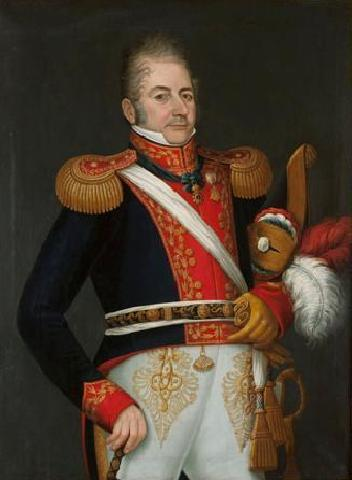
Francisco Calderón Zumelzú
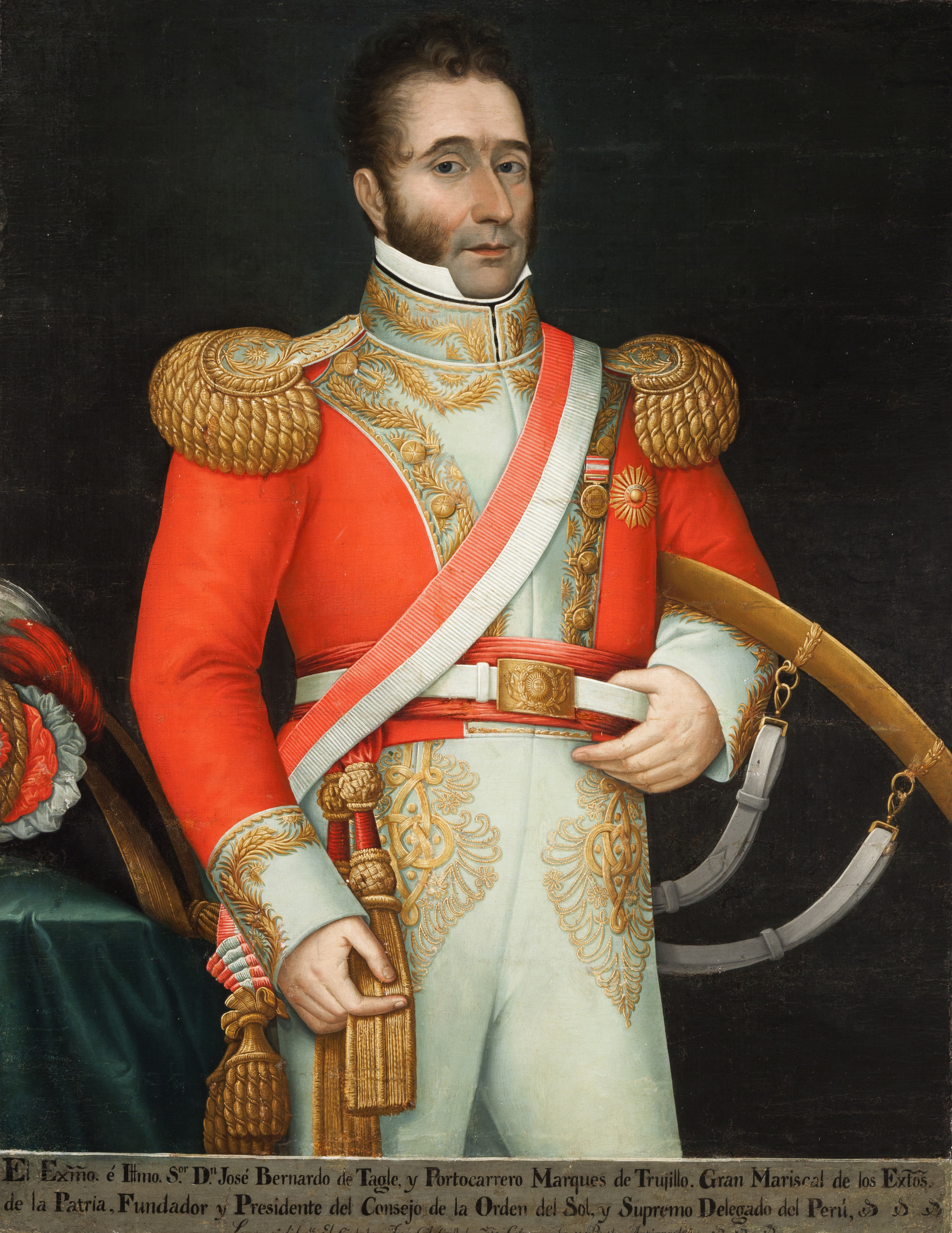
José Bernardo de Tagle
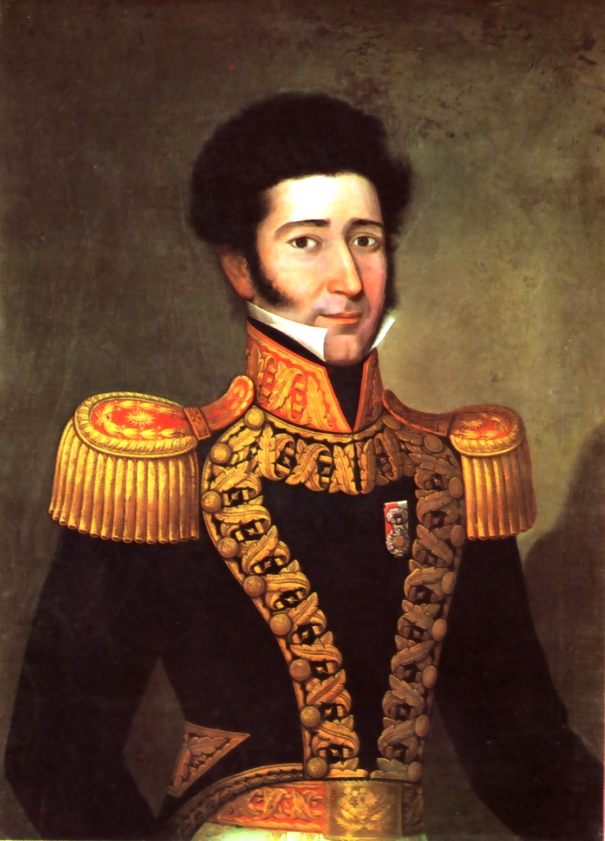
Juan Bautista Eléspuru
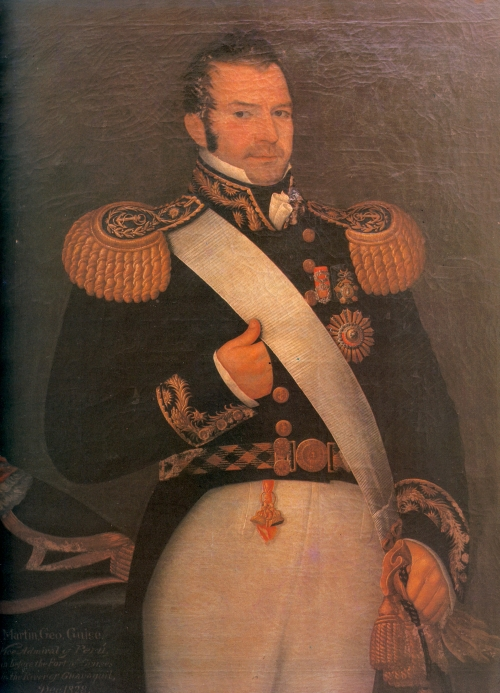
Martín Guise
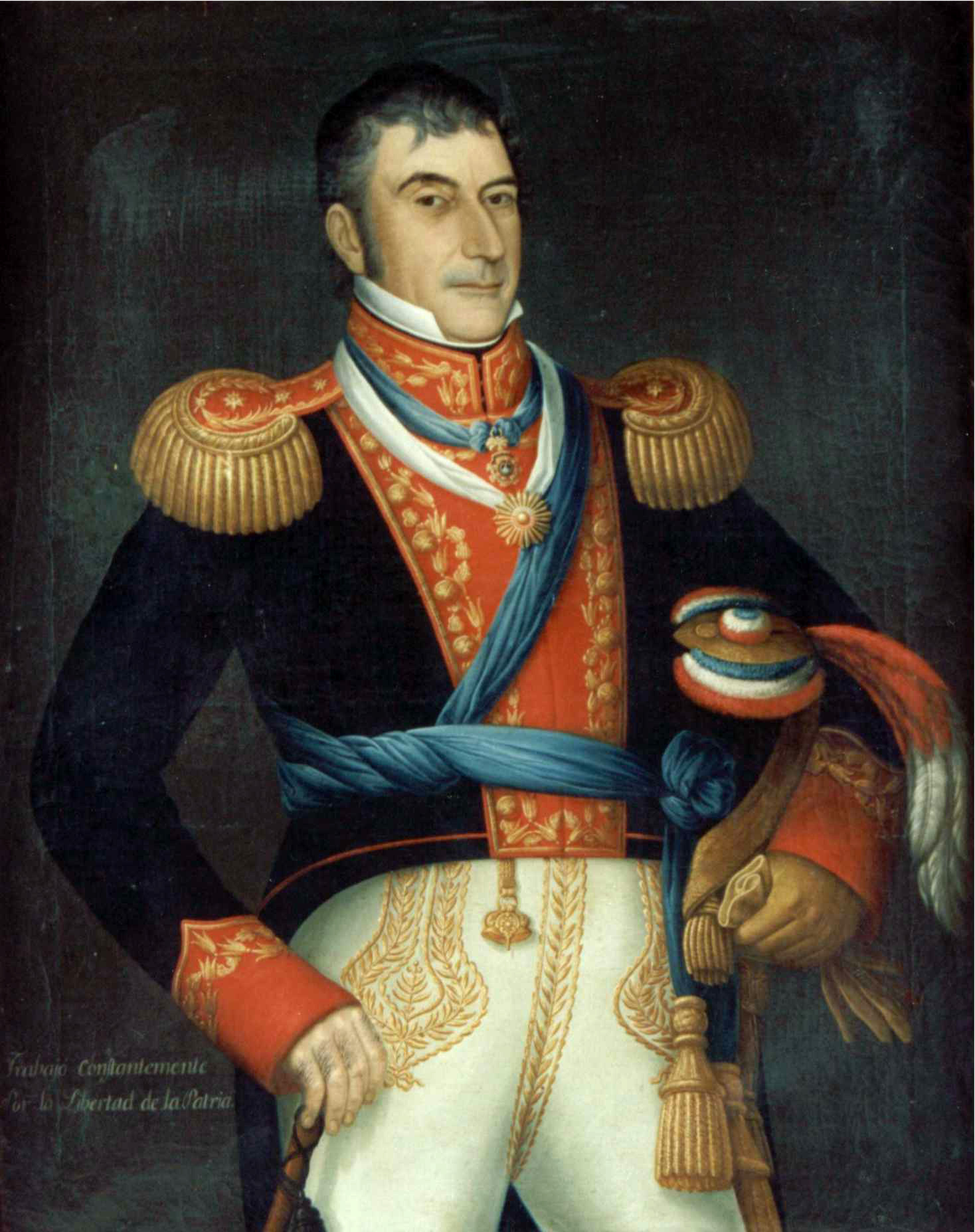
Luis de la Cruz y Goyeneche
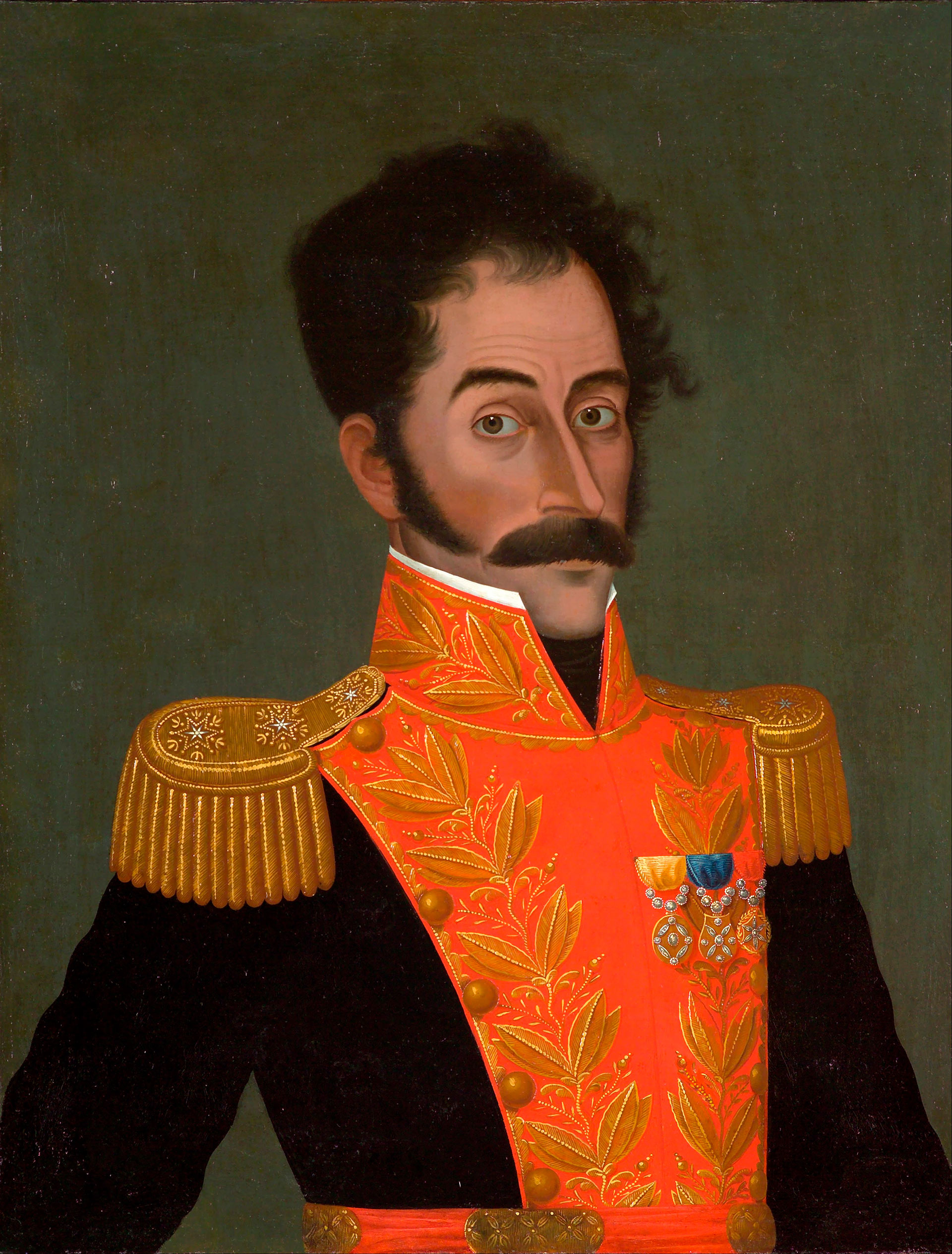
Simón Bolívar
Juan Crisóstomo de Mendiburu
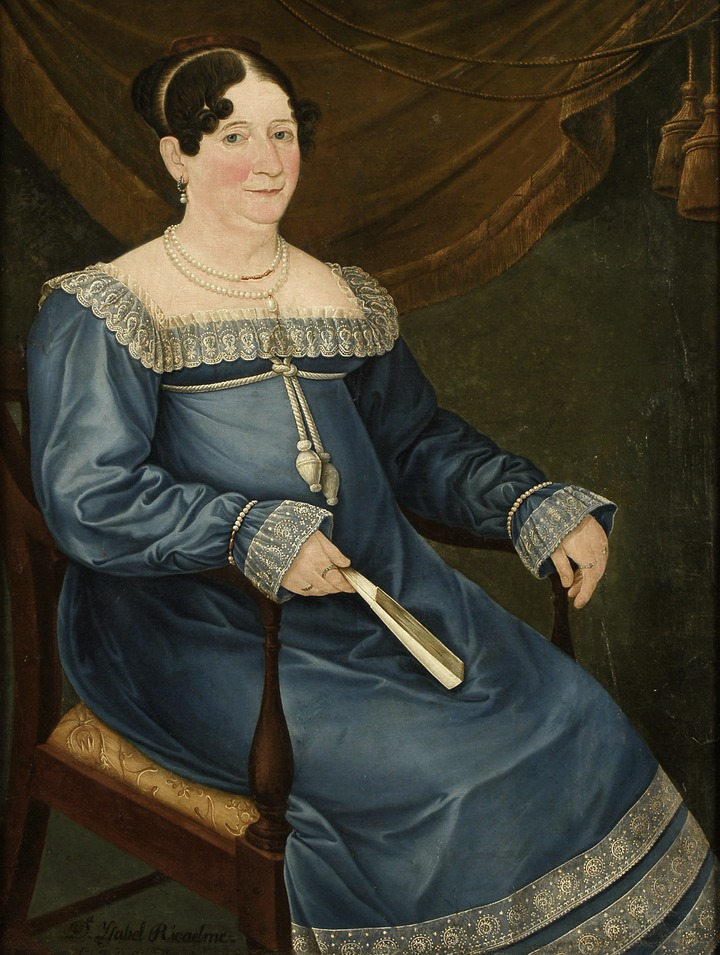
Isabel Riquelme
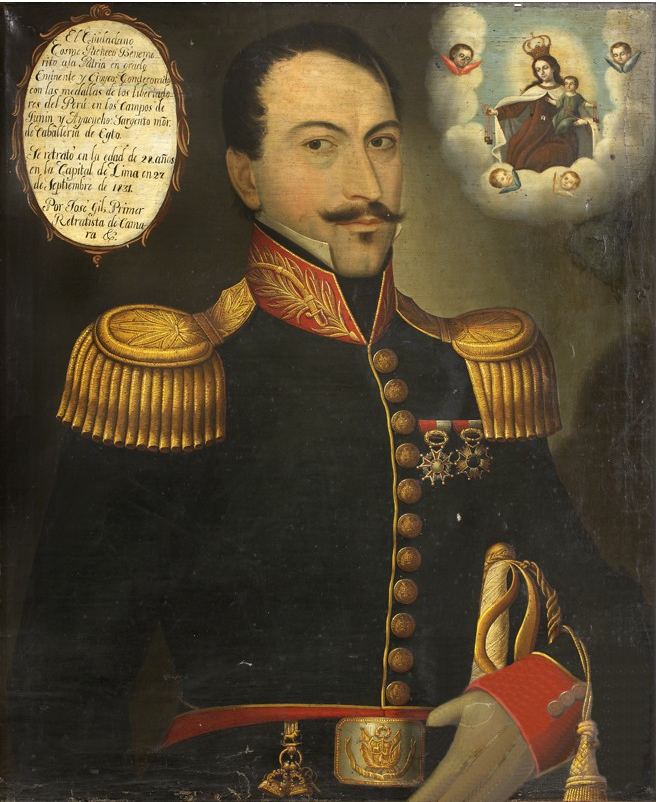
Cosme Pacheco
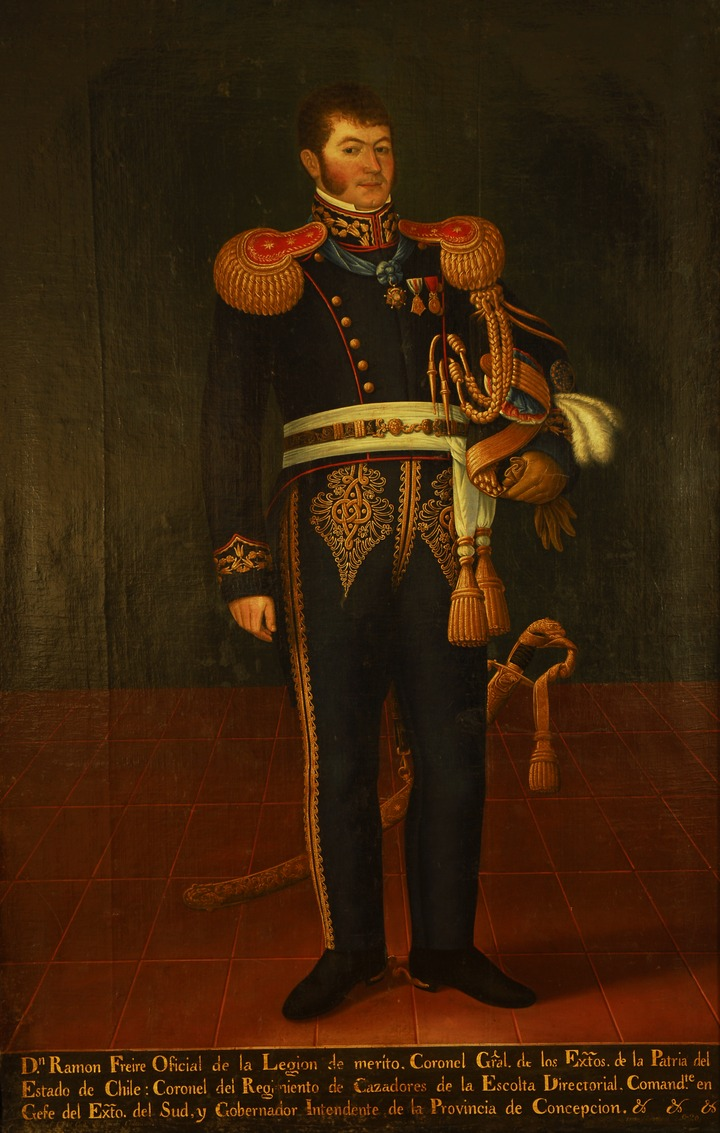
Ramón Freire
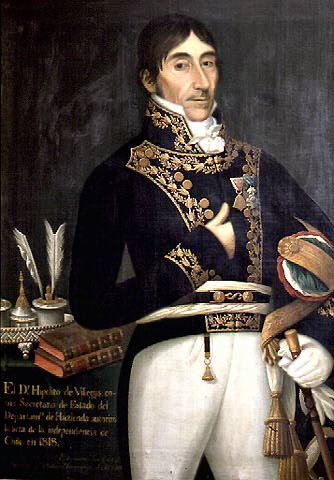
Hipólito Francisco de Villegas
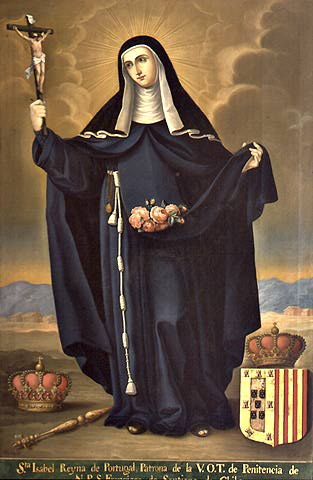
Isabel de Portugal (santa)
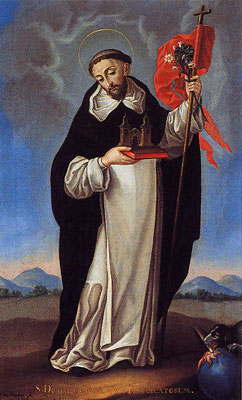
Santo Domingo
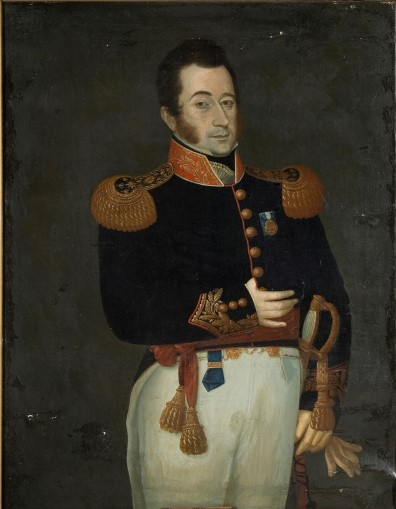
Ignacio Álvarez Thomas
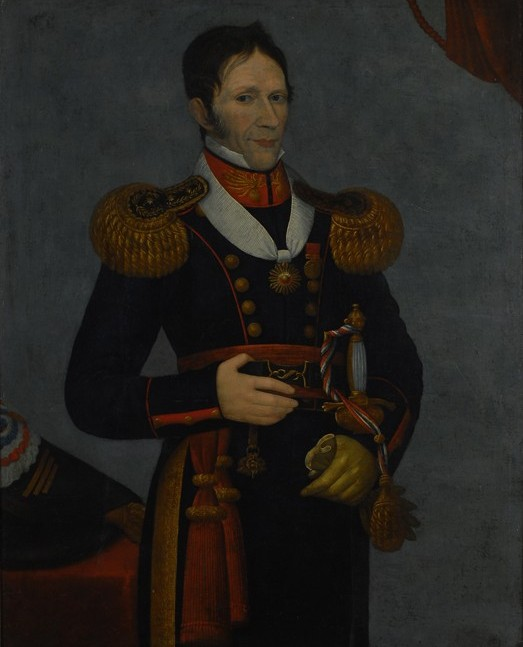
José María de la Cruz Prieto
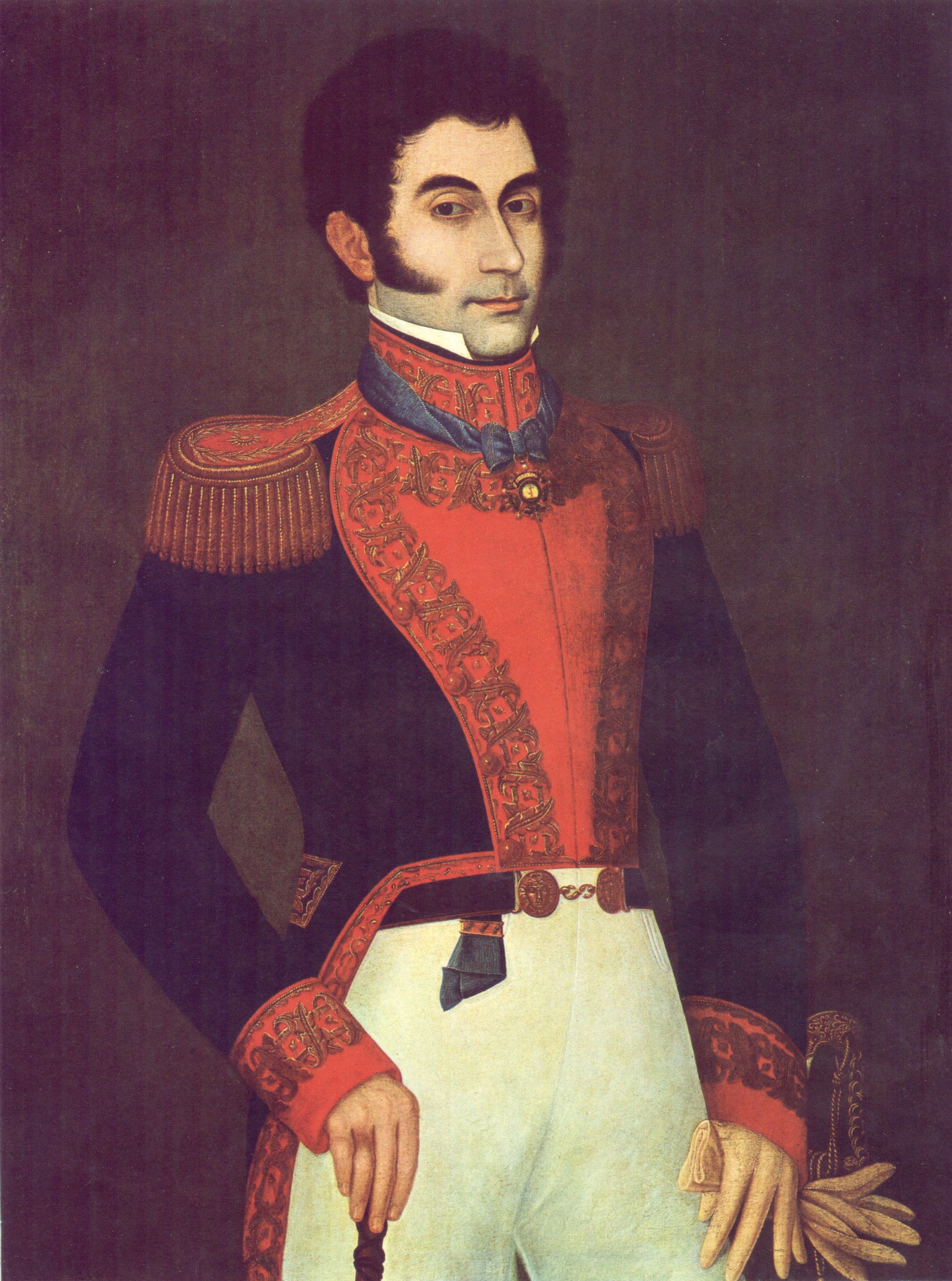
Mariano Necochea
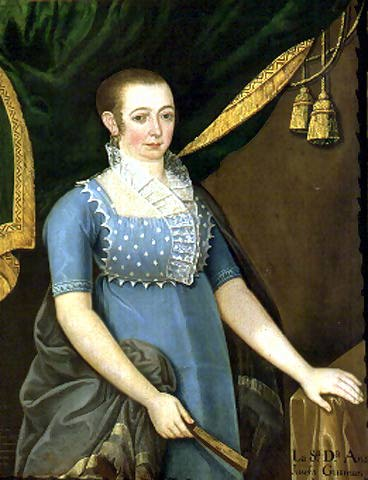
Ana Josefa de Guzmán y Lecaros
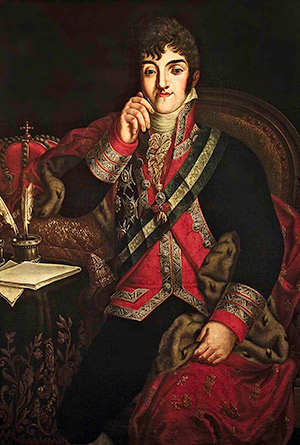
Fernando VII
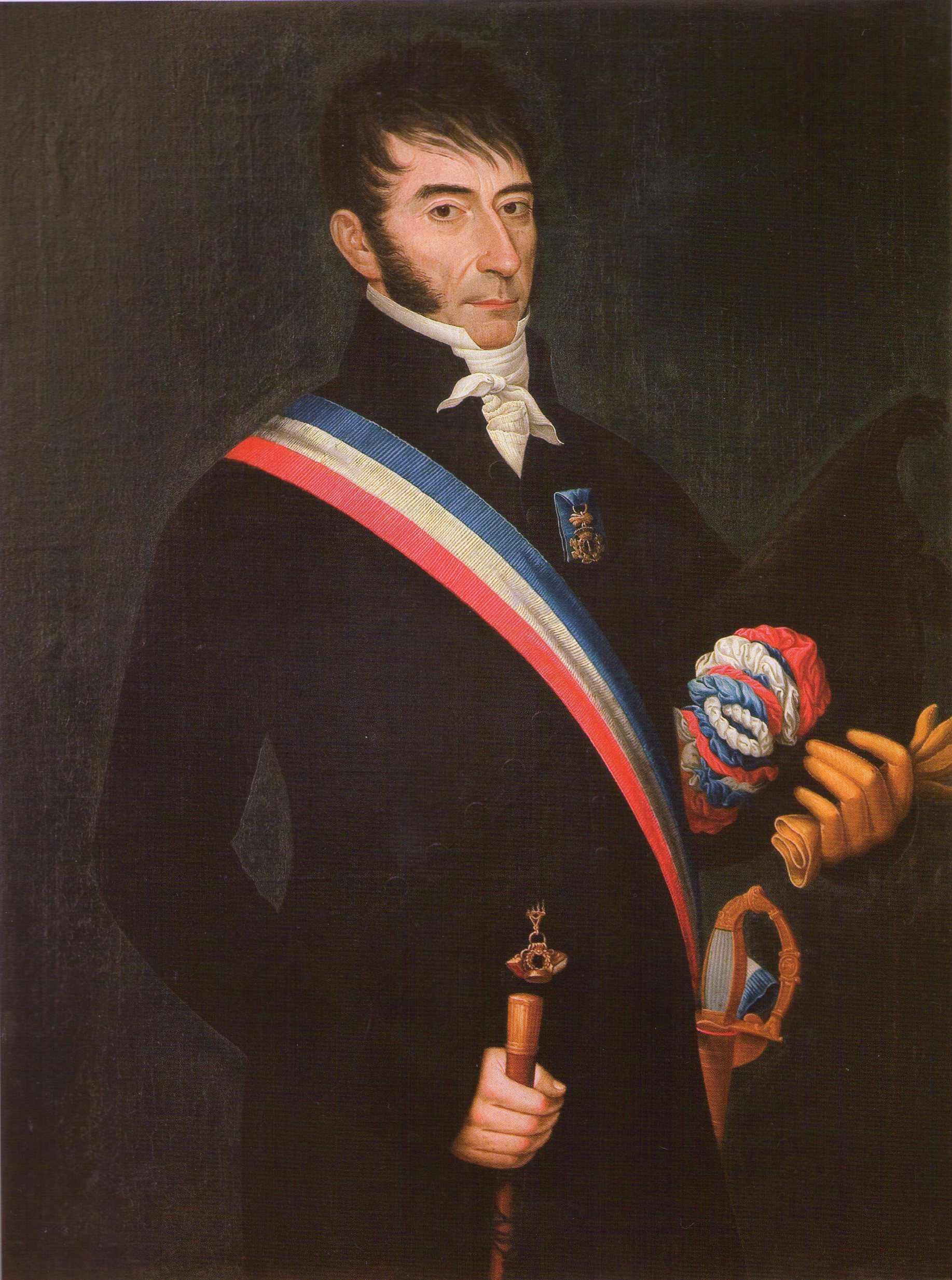
José María de Rozas Lima y Melo
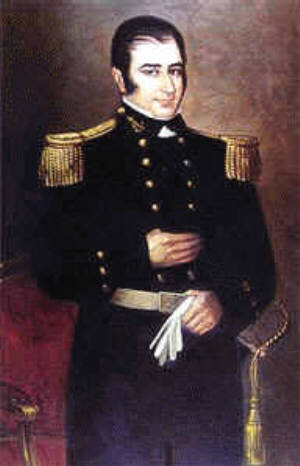
Hipólito Bouchard
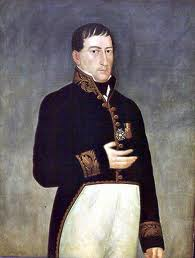
José de Larrea y Loredo
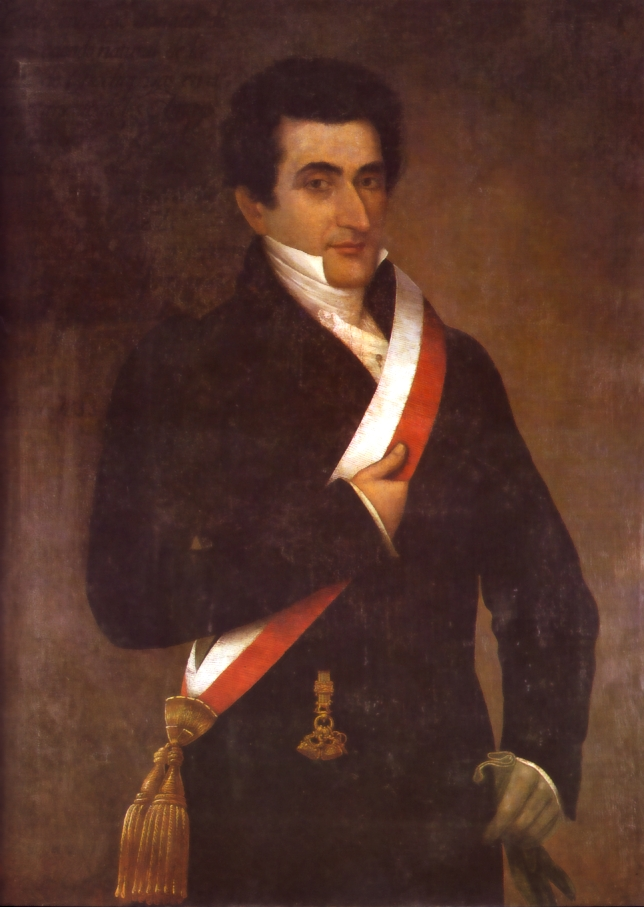
José Braulio del Campo Redondo
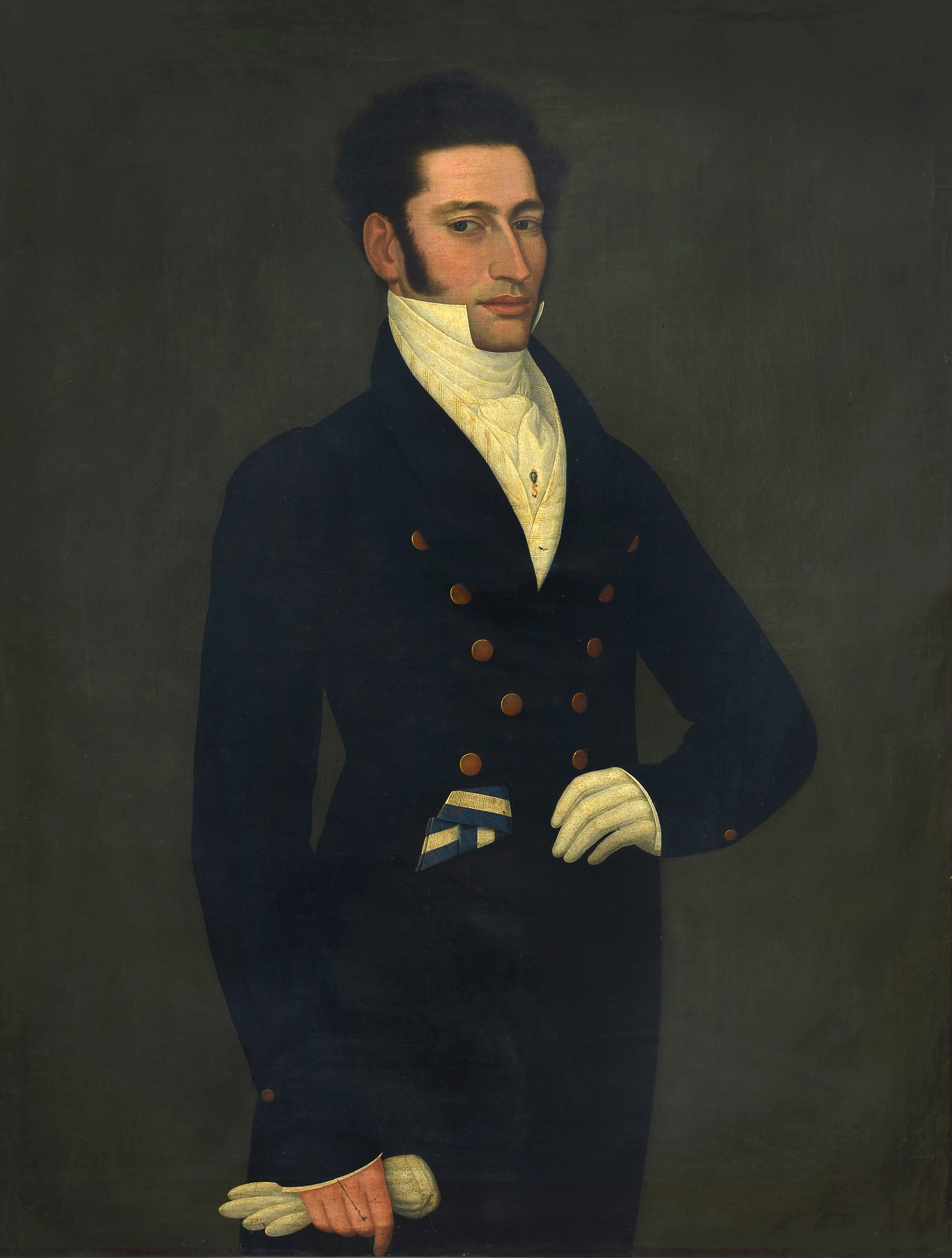
José Gerónimo Rodríguez
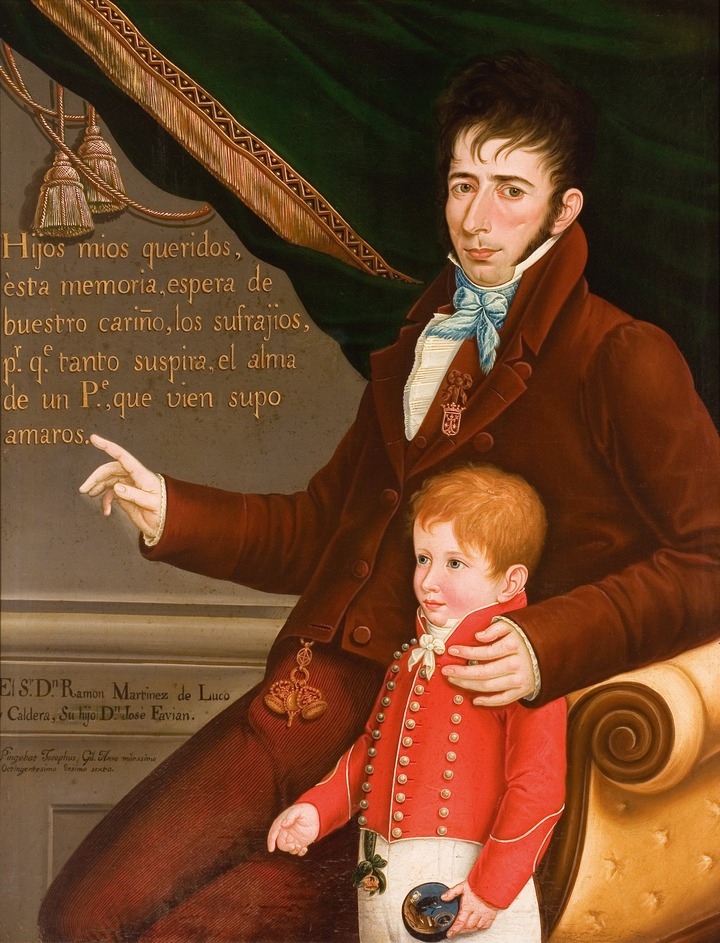
Ramón Martínez de Luco y su hijo
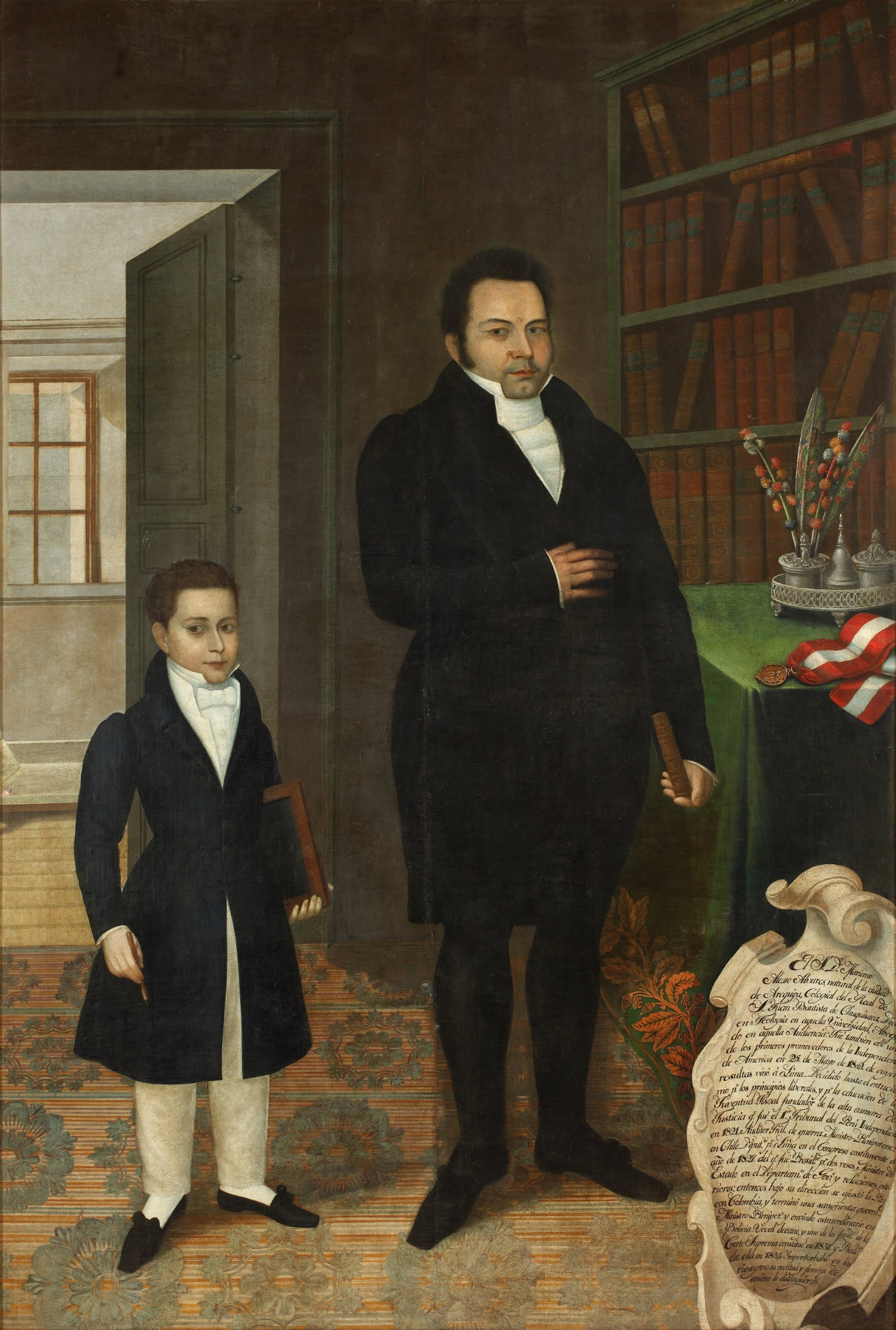
Mariano Alejo Álvarez y su hijo